# 恋するBAILA BAILA
「恋するBAILA BAILA」（こいするバイラバイラ）は、杏子のシングル。2014年5月21日にアリオラジャパンから発売された。

## 背景・制作過程
本作は全国のフィットネスジムで話題を集めている地中海系エクササイズプログラム「BAILA BAILA」とのコラボレーション楽曲で、作曲に昭和・平成と時代を超えてヒット曲を送り続ける筒美京平、作詞に「恋におちて -Fall in love-」「六本木心中」など数々の作品を手掛けてきた湯川れい子を迎えている。シングルとしては「DISTANCIA〜この胸の約束〜」以来となるラテン・ナンバーである。
筒美のメロディーに湯川が詞をはめ込む形（曲先）で制作される。湯川は歌詞を書く前に、その曲に合わせて杏子に「ラララ」で歌って欲しいとリクエスト。そこからイメージを作りあげ、歌詞を完成させる。
ギターはBARBEE BOYSのいまみちともたかが参加している。「杏子が筒美京平先生の曲を歌うのなら、ぜひとも参加したい。」と、いまみち本人が希望したのがキッカケ。杏子は自身がレギュラーのラジオ番組で、「私もミュージシャンであるなら一度は筒美作品を歌ってみたいという願望があったが、いまみちにも、そういう想いがあったというのは意外だった。」と語っている。

## シングルリリース
2014年5月21日に、前作「Down Town Christmas(Reprise)」から2年ぶりのシングルとして発売。販売形態は期間生産限定盤（AUCL-157）と通常盤（AUCL-159）の2種リリースで、期間生産限定盤には、本曲のミュージック・ビデオとレッスン&ダンス映像を収録したDVDが同梱されている。
カップリングに収録されている「One in a million（SOIL&“PIMP”ver.）」は、「恋するBAILA BAILA」のメロディーに英語詞を付けたもので、アレンジと演奏はSOIL&"PIMP"SESSIONSが担当している。

## ミュージック・ビデオ
MVは「エキゾチック・パーティ・ナイト〜恋の蜃気楼〜」をテーマに、元モーニング娘。の初代リーダー中澤裕子と、杏子のモノマネをレパートリーにしている椿鬼奴をゲストに迎え、総勢60名のダンサーと一緒にダンスホールで撮影したものである。
エキゾチックなムードの中、鮮やかに着飾った紳士淑女たちが身体を揺らし、エモーショナルな杏子の歌声にあわせて、中澤と鬼奴、パーティ・ピープルたちが、BAILA BAILAのエッセンスを交えた情熱的なダンスを披露している。また、中澤と鬼奴はカウンターでシャンパングラスを傾け、大人の女性の恋模様を表現している。

## 収録曲
| 全作曲: 筒美京平。 |                                        |            |            |                     |      |
| #                  | タイトル                               | 作詞       | 作曲・編曲 | 編曲                | 時間 |
| 1.                 | 「恋するBAILA BAILA」                  | 湯川れい子 | 筒美京平   | あびる竜太          | 4:39 |
| 2.                 | 「One in a million (SOIL&“PIMP”ver.)」 | 熊田晃典   | 筒美京平   | SOIL&"PIMP"SESSIONS | 4:04 |
| 合計時間:          | 合計時間:                              | 合計時間:  | 合計時間:  | 8:43                |      |

| #  | タイトル                                   | 作詞 | 作曲・編曲 | 時間 |
| -- | ------------------------------------------ | ---- | ---------- | ---- |
| 1. | 「恋するBAILA BAILA」(MUSIC VIDEO)         |      |            | 4:43 |
| 2. | 「恋するBAILA BAILA」(レッスン&ダンス映像) |      |            |      |